# Cycnotrachelus
Cycnotrachelus es un género de gorgojos de la familia Attelabidae. En 1860 Jekel describió el género. Esta es la lista de especies que lo componen:
- Cycnotrachelus anser
- Cycnotrachelus birmanica
- Cycnotrachelus buonluoensis
- Cycnotrachelus camphoricola
- Cycnotrachelus coloratus
- Cycnotrachelus cyanopterus
- Cycnotrachelus diversenotatus
- Cycnotrachelus flavoguttatus
- Cycnotrachelus flavonotatus
- Cycnotrachelus flavotuberosus
- Cycnotrachelus formosanus
- Cycnotrachelus fukienensis
- Cycnotrachelus olor
- Cycnotrachelus parvulus
- Cycnotrachelus roelofsi
- Cycnotrachelus satelles
- Cycnotrachelus sejunctus
- Cycnotrachelus subcoeruleus
- Cycnotrachelus ussuriensis